# راست این پیس
| بررسی انتقادی                    | بررسی انتقادی |
| منبع                             | رتبه‌بندی      |
| -------------------------------- | ------------- |
| آل‌میوزیک                         | [ ۲ ]         |
| شیکاگو تریبون                    | [ ۳ ]         |
| Collector's Guide to Heavy Metal | ۱۰/۱۰         |
| انترتینمنت ویکلی                 | B+            |
| ریکورد کالکتر                    | [ ۶ ]         |
| راک هارد                         | ۹٫۵/۱۰        |
| رولینگ استون                     | [ ۸ ]         |
| راهنمای آلبوم رولینگ استون       | [ ۹ ]         |
| Sputnikmusic                     | [ ۱۰ ]        |
| سلکت                             | [ ۱۱ ]        |

باشد تا آسوده زنگ بزنید (به انگلیسی: Rust in Peace) چهارمین آلبوم استودیویی گروه ترش متال مگادث است که در ۲۴ سپتامبر ۱۹۹۰ به‌وسیلهٔ کپیتال رکوردز منتشر شد. باشد تا آسوده زنگ بزنید اولین آلبوم مگادث است که مارتی فریدمن و نیک منزا در آن حضور دارند. مایک کلینک که در مقام تهیه‌کنندهٔ آلبوم با دیو ماستین همکاری کرد اولین تهیه‌کنندهٔ حرفه‌ای آلبوم‌های مگادث به‌شمار می‌آید. او قبل از آن‌ها با گروه‌هایی چون وایت اسنیک و گانز ان روزز همکاری کرده بود.
عبارت «باشد تا آسوده زنگ بزنید» که با بازی با واژه اول «rest in peace» (آسوده بخواب) درست شده را دیو ماستین با الهام از برچسبی که بر سپر یک ماشین در خیابان دیده بود انتخاب کرده است. همان‌گونه که بر سر قبر مردگان گفته می‌شود «باشد تا آسوده بخوابی» یا «آسوده بخواب»، بر روی این برچسب هم با اشاره به بمب‌های اتم نوشته شده‌بود: «باشد تا همه سلاح‌های اتمی‌تان آسوده زنگ بزنند.» و ماستین بخشی از این جمله را برای نام آلبوم برگزید. در زمینهٔ آبی رنگ طرح روی جلد آلبوم سران ۵ کشور قدرتمند جهان (در آن سال‌ها) دیده می‌شوند که در یک آشیانهٔ هواپیما دور یک میز نشسته‌اند. در جلوی تصویر ویک رتل‌هد (شخصیت مجازی گروه) به‌عنوان ریاست جلسه دیده می‌شود در حالی که کنارش یک موجود فضایی داخل یک محفظهٔ فلزی قرار دارد. جان میجر (نخست‌وزیر وقت انگلستان)، توشیکی کایفو (نخست‌وزیر وقت ژاپن)، ریشارد فون وایتسکر (رئیس‌جمهور وقت آلمان)، میخائیل گورباچف (رهبر پیشین شوروی) و جورج بوش پدر (رئیس‌جمهور وقت آمریکا) سران ۵ کشور هستند که در تصویر دیده می‌شوند.
این آلبوم بلافاصله پس از انتشار مورد تحسین گسترده منتقدان قرار گرفت. نسخهٔ رمیکس شده و ریمستر شدهٔ آلبوم در سال ۲۰۰۴ همراه با ۴ آهنگ اضافه منتشر شد. در سال ۲۰۱۷ مجلهٔ رولینگ استون فهرستی از «۱۰۰ آلبوم برتر متال همهٔ زمان‌ها» منتشر کرد و باشد تا آسوده زنگ بزنید را در ردهٔ نوزدهم فهرستش قرار داد.